# James Zabiela
James Zabiela (Southampton, 7 agosto 1979) è un disc jockey britannico, uno dei più famosi a livello di tecnica.
Nei suoi primi anni il suo stile era un misto tra breakbeat e musica house, ma recentemente si è fatto conoscere come un DJ tech-house anche se il suo uso di musica breakbeat è ancora la chiave delle parti più appariscenti delle sue canzoni.
È conosciuto per la sua maestria nel turntablism, e per l'uso dei Pioneer CDJ 1000 in qualità di tester Pioneer e ne ha fatto conoscere le potenzialità all'intera Dj Community. La maggior parte delle sue performance sono eseguite mediante l'uso di cdj mixer ed efx digitali, a discapito del vinile che viene spesso trascurato.
Ottenne il primo successo nel 2000, grazie alla vittoria di un concorso proposto dal giornale inglese Muzik, il quale l'anno successivo gli consegna anche il Muzik awards.